# ここはボツコニアン
『ここはボツコニアン』は、宮部みゆき著のファンタジー冒険小説。『小説すばる』（集英社）にて2010年8月号から連載された。挿絵担当は高山としのり。

## ストーリー
モルブディア王国では、12歳の誕生日を迎える子供の枕元にゴム長が現れるという【奇跡】が起こるのであった。そのゴム長が【当たり】だと、その子供は長靴の戦士としてボツの世界ボツコニアンを救うため旅立たねばならない。こうして、ボツコニアンを【本物の世界】に変えるため、長靴の戦士に選ばれた選ばれたピノとピピが冒険の旅に出ることになる。 

## 登場人物

### フネ村の二人
ピノ
主人公。12歳の少年。双極の双子の弟。
ピピ
12歳の少女。双極の双子の姉。地の文では、ピノとピピを合わせてピノピと呼んでいる。
世界のトリセツ
【長靴の戦士】を導く世界の取扱説明書。鉢植えの花のような姿をしている。花の部分に顔があり、枝葉を手のように動かす。精霊より上位の存在とされている。

### 瀕死度激高チュートリアル
アーチー保安官
フネ村の保安官。ほあんかんでありほわんかんではない。
ルイセンコ博士
フネ村の鑑定課職員兼封印の門番。ピノピの持つ長靴を【当たり】と鑑定し、二人を導く。マッドサイエンティストであり、自身の発明によって訪れる先々で騒動を引き起こす。

### 王都の秘密
アヤコ
まるわ弁当店の女主人。
モンゾウ・ハンゾウ
体が2頭身くらいしかない双子の老兄弟。兄のモンゾウはモルブディア国王で、弟のハンゾウは忍者の頭。愛称はモンハン兄弟。ちっちゃいからポータブルらしい。
ジュウベエ
ハンゾウの百七十八番弟子。

### 魔王がいた街
ポーレ君
コスプレ好きな学究の徒。期間限定キャラだったはずが、いつの間にかピノピの冒険に欠かせないキャラになった。
回廊図書館の司書
羊（ひつじ）であるが、執事（しつじ）ではなく司書である。

### 謎の＜あんまん＞
ポーレママ
ポーレ君の母親。株式会社トランクフードサービスの社長。
アンポ社長
〈あんまん〉を売っている、コノノ饅頭本舗の社長。

### 二軍三国志
郭嘉（かくか）
魏の軍師。物語の舞台となる赤壁の戦いの前に没しており、実体をもった幽霊として登場する。

### ほらホラHorrorの村
タバサ・サン
美女だけれど心は剛胆。ドラゴンの魂を持つフリーカメラマン。必殺技は「脚立ヌンチャク拳法」。

### サンタ・マイラの代理戦争
カイ・ロウ博士
発明家。ロボッチの生みの親。
アシモフ
オリジナルロボッチ。しゃべることができる。

### ためらいの迷宮
パレ
消息不明のピノの幼馴染。詳しいことはよくわからない。

## 用語
ボツコニアン
テレビゲームなどの「ボツネタ」が集まってできた不完全な世界。いわゆる【剣と魔法のファンタジーの世界】なのだが、電気を利用した家電などがあり、高度な機械も存在する現代的な一面もある。ネーミングはナムコのアーケードゲーム「ボスコニアン」から。
魔法石
エネルギー源となる不思議な力を秘めた石。エネルギーを消費すると質量が減る。かつてはひとつしかない魔法石をめぐって多くの国が争ったが、魔法石が自発的に国の数に分裂し、争いは終わった。
双極の双子
生まれつき魔法石の力を秘めた双子。双極の双子が力を合わせると超常現象が起こる。ピノピは、普段は双極のエネルギーを中和するペンダントを身につけている。
長靴の戦士
ボツコニアンを救う戦士の称号。長靴の戦士に選ばれると、旅立たねばならない。

## 既刊一覧
- 単行本（集英社）
  - ここはボツコニアン（2012年2月24日発売[3]、ISBN 978-4-08-771438-8）
  - ここはボツコニアン 2 魔王がいた街（2012年11月26日発売[6]、ISBN 978-4-08-771472-2）
  - ここはボツコニアン 3 二軍三国志（2013年8月5日発売[7]、ISBN 978-4-08-771528-6）
  - ここはボツコニアン 4 ほらホラHorrorの村（2014年9月26日発売[8]、ISBN 978-4-08-771576-7）
  - ここはボツコニアン 5 FINAL ためらいの迷宮（2015年9月4日発売[9]、ISBN 978-4-08-771624-5）

- 集英社文庫
  - ここはボツコニアン 1（2016年3月18日発売[10]、ISBN 978-4-08-745420-8）
  - ここはボツコニアン 2 魔王がいた街（2016年5月20日発売[11]、ISBN 978-4-08-745440-6）
  - ここはボツコニアン 3 二軍三国志（2016年7月20日発売[12]、ISBN 978-4-08-745467-3）
  - ここはボツコニアン 4 ほらホラHorrorの村（2016年9月16日発売[13]、ISBN 978-4-08-745490-1）
  - ここはボツコニアン 5 FINAL ためらいの迷宮（2016年11月18日発売[14]、ISBN 978-4-08-745512-0）